# Postakürt szerenád
Postakürt szerenád néven vált híressé Wolfgang Amadeus Mozart D-dúr szerenádja, K. 320.
A mű hét tételből áll:
1. Adagio maestoso – Allegro con spirito
2. Menuetto. Allegretto
3. Concertante. Andante grazioso
4. Rondeau. Allegro ma non troppo
5. Andantino
6. Menuetto
7. Finale. Presto

A vonósnégyesen kívül számos fúvóshangszert (két fuvolát, két oboát, két fagottot, két kürtöt és két trombitát), valamint egy pár üstdobot alkalmazó szerenádot Mozart Salzburgban írta 1779 augusztusában – feltehetően valamely meghatározott ünnepség alkalmára.
Feltűnő a két saroktétel határozott szimfonikus jellege. A lassú bevezetés témája az Allegro visszatérése során tűnik fel újból: a zárótétel, a kidolgozási szakasz meglepő érettségével Joseph Haydn hatására utal. A koncertáló Andante a fuvolák, oboák és fagottok elragadó párbeszéde: ritmikája a Don Giovanni menüettjének lejtését anticipálja. A másik lassú tétel (Andantino) d-moll hangneme a szerenád alaphangulatától eltérően komoly. A második Menüett triójában postakürt szava hangzik – Mozart kiváló életrajzírója, Hermann Abert feltételezése szerint a zeneszerző olyasvalakit búcsúztat ebben a művében, aki elhagyni készült Salzburgot.